# Куропаты
Куропа́ты (бел. Курапаты) — лесное урочище на северо-восточной границе Минска, где были обнаружены массовые захоронения в конце 1930-х — начале 1940-х годов. По данным белорусской прокуратуры, урочище являлось местом массовых расстрелов и захоронений репрессированных органами НКВД в 1937—1940 годах.
Количество жертв на сегодняшний день остаётся точно неизвестным и, в соответствии с разными оценками, может составлять: до 7 тысяч человек (по данным, озвученным Генеральным прокурором Республики Беларусь Олегом Божелко), не менее 30 тысяч человек (по данным, озвученным Генеральным прокурором БССР Георгием Тарнавским), до 100 тысяч человек (в соответствии со справочником «Беларусь»), от 102 до 250 тысяч человек (по данным статьи Зенона Позняка и Евгения Шмыгалёва в газете «Літаратура і мастацтва»), 250 тысяч человек (по данным профессора Вроцлавского университета Здислава Винницкого) и более (по данным британского историка Нормана Дэвиса).
С 1993 года урочище Куропаты внесено в Государственный список историко-культурных ценностей Республики Беларусь как место захоронения жертв политических репрессий 1930—1940-х годов. Куропаты имеют статус историко-культурной ценности первой категории, что в соответствии с Законом Республики Беларусь «Об охране историко-культурного наследия» соответствует категории «наиболее уникальных ценностей, духовные, эстетические и документальные ценности которых представляют международный интерес».
Урочище Куропаты стало наиболее известным из мест массовых расстрелов, которые проводил НКВД на территории Минска.
6 ноября 2018 года в Куропатах с санкции Министерства культуры Республики Беларусь был установлен памятный знак. Он представляет собой конструкцию с колоколом, на которую нанесены надписи на четырёх языках, официальных в довоенной БССР (белорусский, русский, идиш и польский) — «мать», «брат» и др. В то же время в центре урочища от имени Республики Беларусь появилась табличка, где указано, что оно является «местом гибели жертв политических репрессий 30-40-х годов XX в.» и «историко-культурной ценностью», а «причинение вреда карается по закону».

## Название
Точных сведений, откуда происходит название «Куропаты», нет. До 1988 года на топографических картах такое название отсутствует, урочище называлось «Брод». Существует версия, что уже во время расстрелов Куропатами местные жители называли небольшой участок бора. Участок был обнесён высоким, не менее 3 метров забором, по верху которого был продлен колючая проволока, а за забором находилась охрана с собаками.
Зенон Позняк, который вместе с Евгением Шмыгалёвым написал статью «Куропаты — дорога смерти», отмечает, что не думал, что этим названием вводит новое слово в белорусский язык и новый термин в белорусскую историю. Позняк отмечает, что услышал это слово из уст молодых людей, которые объясняли, что Куропатами называются белые весенние цветы, которые растут в мае на могилах в урочище. Обычно такие цветы в Беларуси называются "белымі пралескамі".
Однако, существует и другая версия происхождения данного названия. По словам Михаила Познякова, свидетеля оккупации нацистами Минска, данное название происходит от названия операции по уничтожению населения города:
"...Вскоре пригнали огромную толпу евреев. Нам приказали лечь ниц. Началась пальба. Когда несколько сот евреев было расстреляно, нам приказали их засыпать землёй. Страшная казнь продолжалась несколько часов. А другая группа русских и белорусов рыла землянки, окопы, траншеи.
— А откуда вы знаете, что эта местность носит название Куропаты?
— Я уже рассказывал, что моя бабушка была латышкой. Она научила меня этому языку. И вот, когда я выпрямился, чтобы отдохнуть немножко, ко мне подошел один из командиров карателей и хотел ударить плеткой. Он закричал на меня по-латышски, а я ему по-латышски сказал, чтобы дали воды и есть. “Ты откуда знаешь латышский?” — спросил он и опустил плеть. У меня как-то машинально вырвалось: «Я из Риги, были в Орше у родственников, и нас застала война». «Вас всех расстреляют после окончания Куропатюден», — сказал он. — Мы в таких делах убираем и свидетелей”.
Согласно версии И.Х.Загороднюка, история и генезис этого слова следующие — в первый год войны на перекрестках Логойского тракта, а также ряда улиц Минска, можно было видеть указатели «Карпате юден» (что дословно означает «Отеческое лечение(забота) евреев», die Kur забота, лечение; der Pate—крестный отец; der Yude—еврей).

## История расследования расстрелов
Впервые о расстрелах в Куропатах было публично заявлено Евгением Шмыгалёвым и Зеноном Позняком в статье «Куропаты: дорога смерти», которая вышла в газете «Літаратура і мастацтва» (рус. Литература и искусство) 3 июня 1988 года с предисловием известного писателя Василя Быкова. В статье, основанной на показаниях свидетелей, утверждалось, что в нескольких километрах к северу от минского микрорайона Зелёный Луг в период с 1937 по 1941 годы ежедневно происходили казни путём одиночного выстрела в голову — на рассвете, днём и на закате, а трупы укладывались перпендикулярными рядами в несколько проложенных песком слоев в заранее выкопанные глубокие ямы, на которых затем сажали сосны; место расстрелов во второй половине 1937 года было обнесено трёхметровым забором, охватывавшим 10-15 гектаров территории, а дорожное покрытие было разбито постоянным движением «чёрных воронков». Общее количество могильных ям оценивалось в 500, по 50-60 жертв в каждой. Согласно Позняку, он узнал о месте захоронения в 1970-х, но тогда «не было возможности открыть миру правду» (по другим данным, открытие было сделано случайно во время прокладки газопровода в апреле-мае 1988 года); о самом же существовании массовых захоронений жертв репрессий на территории Беларуси авторам статьи стало известно ещё в 1957 году, когда во время строительства трассы Минск-Заславль были случайно обнаружены человеческие останки. В 1989 году Позняк также утверждал, что из-за запрета ЦК КПБ он не смог включить в статью свою оценку общего числа расстрелянных (от 150—200 тысяч до 500 тыс.) и то, что расстрелы в Куропатах участились после присоединения в 1939 году Западной Белоруссии.
Статья Позняка и Шмыгалёва послужила основанием для возбуждения 14 июня 1988 года Прокуратурой БССР уголовного дела. Через 6 недель после выхода статьи Советом Министров БССР была организована правительственная комиссия по расследованию во главе с зампредседателя Совмина Н. Н. Мазай (Позняку и Шмыгалеву не дали возможности в неё войти, но включили Быкова и художника М. Савицкого).
В ходе следствия на территории около 30 гектаров было обнаружено 510 захоронений. В ходе выборочной эксгумации были обнаружены человеческие останки, принадлежащие не менее, чем 356 людям (313 черепов, кости скелетов, 340 зубных протезов из жёлтого и белого металлов), личные вещи (расчески, зубные щётки, мыльницы, кошельки, обувь, остатки одежды), а также 177 гильз и 28 пуль. 164 револьверные гильзы и 21 пуля стреляны из револьвера системы «Наган», 1 гильза — из пистолета «ТТ». Было найдено также несколько стреляных гильз от пистолетов систем «Браунинг» и «Вальтер», оружие этих систем выпускалось в том числе и до 1941 года. 55 свидетелей из числа жителей деревень Цна-Иодково, Подболотье, Дроздово показали, что в 1937—1941 годах сотрудники НКВД привозили в лесной массив людей на крытых автомашинах и расстреливали их. Они также показали, что с 1937-38 года место захоронений действительно ограждал стоявший в лесу забор; впоследствии гитлеровские оккупанты снесли забор и вырубили лес. Доступ к архивным документам НКВД комиссии предоставлен не был. Существуют также свидетельства и сотрудников НКВД о проводимых в урочище расстрелах.
Первое следствие по факту массовых расстрелов, окончившееся в ноябре 1988 года, определило число погибших в 30 тысяч человек (Генеральный прокурор БССР Тарнавский). По окончании следственных действий Генпрокуратурой БССР было обнародовано постановление о прекращении уголовного дела о Куропатах: «…Достоверно доказано, что расстрелы осужденных осуществлялись сотрудниками комендатуры НКВД БССР… Принимая во внимание, что виновные в этих репрессиях руководители НКВД БССР и другие лица приговорены к смертной казни либо к настоящему времени умерли, на основании изложенного, руководствуясь ст.208, п.1, и ст.5, п.8 УПК БССР, уголовное дело, возбужденное по факту обнаружения захоронений в лесном массиве Куропаты, прекращено. Обнаруженные при эксгумации захоронений предметы одежды, обуви и т. п. как не имеющие ценности уничтожить».
В 2010-х годах многие белорусские активисты призывали уточнить число погибших в Куропатах и их имена. Так, историк и журналист Денис Мартинович подчеркивал в 2018 г., что специалисты исследовали небольшую часть захоронений: «Возможно, имеет смысл исследовать все остальные. За это время наука шагнула вперед, стали доступны новые технологии (например, изучение родственных связей с помощью ДНК). Возможно, во время этих раскопок станут известны имена других жертв сталинских репрессий, станет возможно назвать более точную цифру: сколько же людей было расстреляно в Куропатах». Политолог Вольф Рубинчик писал: «Поисковая группа, оснащенная современными средствами, которых не имели исследователи 1980–90-х годов, могла бы получить следующее задание: установить число расстрелянных с точностью +/-10–20%». Историк Дмитрий Дрозд в апреле 2019 г. предложил провести новые раскопки, извлечь образцы ДНК из костей или зубов, сравнить результаты с имеющимися базами данных.

### Позиция властей
На протяжении 1990-х годов следствие по делу несколько раз возобновлялось. Публиковались утверждения, что расстрелы были организованы немцами.
Общественная комиссия по расследованию преступлений в Куропатах под председательством Корзуна, в которой преобладали члены компартии, в июне 1991 года направила в прокуратуру СССР собранный ею материал, доказывающий, что в Куропатах находятся останки жертв нацистских оккупантов (неподалёку от Куропат во время войны находился нацистский концентрационный лагерь). К аналогичным выводам пришла независимая комиссия во главе с Героем Советского Союза М. Б. Осиповой, которая обвинила официальную комиссию в сокрытии улик. В числе приводимых противниками официальной версии доказательств назывались: характер захоронений и подозрительная осведомленность археологов об их местоположении; по́зднее происхождение некоторых найденных гильз (1939 год); более позднее, чем в 1937—1941 годах, время посадки леса; найденные в могилах предметы зарубежного производства, судя по товарным знакам, в основном германские, австрийские, польские и чехословацкие; найденные зубные протезы, мосты, коронки из золота, серебра, палладия, платины (в СССР подобные сплавы и металлы для протезирования не применялись); самодельная обувь из автомобильных покрышек и камер, которая была широко распространена в оккупацию; вещи, которые никак не могут находиться у заключенных: колюще-режущие предметы, эмалированные кружки, миски, опасные бритвы, расчески, ювелирные украшения, охотничьи боеприпасы, проч. Между тем, смертников должны были отправлять на расстрел из внутренней тюрьмы НКВД, где личные вещи предварительно изымались и описывались; отсутствие у органов НКВД «чёрных воронков» (одни критики утверждали, что они были серыми, другие — что транспорт НКВД работал на конной тяге); некие источники в КГБ. Все это, по мнению членов комиссии, указывает на нацистских оккупантов, так как советские органы госбезопасности не давали возможности брать с собой личные вещи)
По требованию общественной комиссии в феврале 1992 года следствие было возобновлено, по результатам работы оно подтвердило выводы госкомиссии.
В 1993 году общественная комиссия в очередной раз обратилась в Верховный Совет Республики Беларусь с предложением дезавуировать выводы госкомиссии при расследовании куропатских событий. Было проведено новое расследование. Среди прочих рассматривалась версия расстрелов евреев немецкими оккупантами. С целью проверки этой версии были выданы запросы в иерусалимский Институт Холокоста Яд ва-Шем, где собрана наиболее полная информация о репрессиях в отношении евреев. В качестве мест расстрелов еврейского населения Минск, Дрозды, Масюковщина, Куропаты, Цна-Иодково, Зелёный Луг не значились. Не было информации о расстрелах в Куропатах и в немецких архивах. По заключению немецких экспертов метод захоронения в Куропатах — не гитлеровский: те обычно копали большие могилы — до 50-60 м в длину, у жертв при этом отнимали одежду и личные вещи, снимали золотые коронки.
После исследования всех документов выносится постановление об отсутствии мотивов для возобновления следствия по Куропатам.
Последним следствием было обнаружено самое большое из всех найденных в Куропатах захоронений, и в нём останки более 300 человек. Впервые за всю историю раскопок в Куропатах были найдены вещественные доказательства с конкретными датами и фамилиями. В захоронении N30 были обнаружены тюремные квитанции об изъятии при аресте ценностей, выданные 10 июня 1940 года Мовше Крамеру и Мордыхаю Шулескесу. Остается неясным, были ли эти люди расстреляны органами НКВД или отпущены при отступлении советских войск из Беларуси и впоследствии пойманы и расстреляны фашистами.
На 2008 год дело о Куропатах насчитывало более 15 томов.
В конце 1990-х годов генеральный прокурор Беларуси О. Божелко заявил, что в результате нового расследования установлено, что в Куропатах погибло около 7 тысяч человек.
В 2000 г. О. Божелко заявил:

Предыдущее расследование в период с 1988 по 1995 годы проводилось крайне односторонне, под сильным давлением националистов. В тот период были проведены многочисленные митинги и демонстрации, организованы публикации в газетах и журналах, выступления по радио и телевидению, изданы соответствующие книги, которые не могли не повлиять на расследование дела. Допросы жителей окрестных населенных пунктов, прилегающих к месту захоронения останков, осуществлялись в условиях сформированного определёнными силами общественного мнения.
Показания многих свидетелей изобиловали домыслами, фантазиями, содержали ссылки на людей, которые давно умерли. Во внимание принимались без критической оценки показания граждан, которым в то время было 4 — 6 лет от роду. Научный отчет Позняка и других о результатах раскопок во многом построен на предположениях и содержит выводы, не подтвержденные доказательствами…
— Олег Божелко, в 1996-2000 — генеральный прокурор Беларуси. Е. Ростиков, «По кому стреляют куропаты», газета «Завтра»..
В ответ на предложения сделать доступными для публики архивные документы, касающиеся расстрелов в Куропатах, председатель КГБ Беларуси Валерий Вакульчик в апреле 2019 г. заявил: «В следственную группу мы отдали всё, что было в архивах КГБ... К сожалению, вот так однозначно дать ответы на вопросы, кто там [в Куропатах] лежит пофамильно, невозможно». 20 апреля 2019 г. Александр Лукашенко фактически запретил дальнейшие исследования в Куропатах: «Может, какой-то другой президент придет и начнет искать какой-то консенсус и опять перероет эти могилы. Пока я президент, этого не будет... И я не сторонник, чтобы опять копошиться и рыться от раскопок до архивов». В то же время он пообещал отдать жертвам «дань уважения» — «как мы это делаем в Тростенце».

### Резонанс в обществе
Тема Куропат активно используется в политической жизни Беларуси. 19 июня 1988 года было проведено первое шествие к месту захоронения представителей белорусских общественных объединений под лозунгами осуждения преступлений сталинизма. Многотысячное шествие 30 октября 1988 года было разогнано внутренними войсками с применением спецсредств, что вызвало негодование значительной части общества и обострило внимание к Куропатам.

Людей начали разгонять, бить, арестовывать, травить газом из портативных баллончиков. Отравили и Позняка, который стоял во главе колонны. Но Позняк не уступил. Он направил толпу на окраину и повел к Куропатам. Однако и там путь колонне перегородили войска. Тогда Позняк повернул всех в поле. И в чистом поле под снежком, который сыпал с пасмурного неба, прошёл молебен. Вверху развевался бело-красно-белый флаг, выступали ораторы и среди них писатель Владимир Орлов.
Оригинальный текст (бел.)Людзей пачалі разганяць, біць, арыштоўваць, труціць газам з партатыўных балёнчыкаў. Атруцілі і Пазьняка, які ішоў на чале калёны. Але Пазьняк не саступіў. Ён скіраваў натоўп на ўскраіну і павёў да Курапатаў. Аднак і там шлях калёне перагарадзілі войскі. Тады Пазьняк завярнуў усіх у поле. І ў чыстым полі пад сьняжком, які сыпаў з хмарнага неба, адбылося набажэнства. Угары разьвяваўся бел-чырвона-белы сьцяг, выступалі прамоўцы і сярод іх пісьменьнік Уладзімер Арлоў.
— Василь Быков «Доўгая дарога дадому»
С того времени такие шествия проводятся каждый год, однако количество участников заметно сократилось.
С целью увековечения памяти погибших Зенон Позняк и его единомышленники в октябре 1988 года создали организацию «Мартиролог Беларуси»; одновременно они провели учредительное собрание будущей главной оппозиционной политической силы страны — Белорусского народного фронта во главе с самим Позняком.

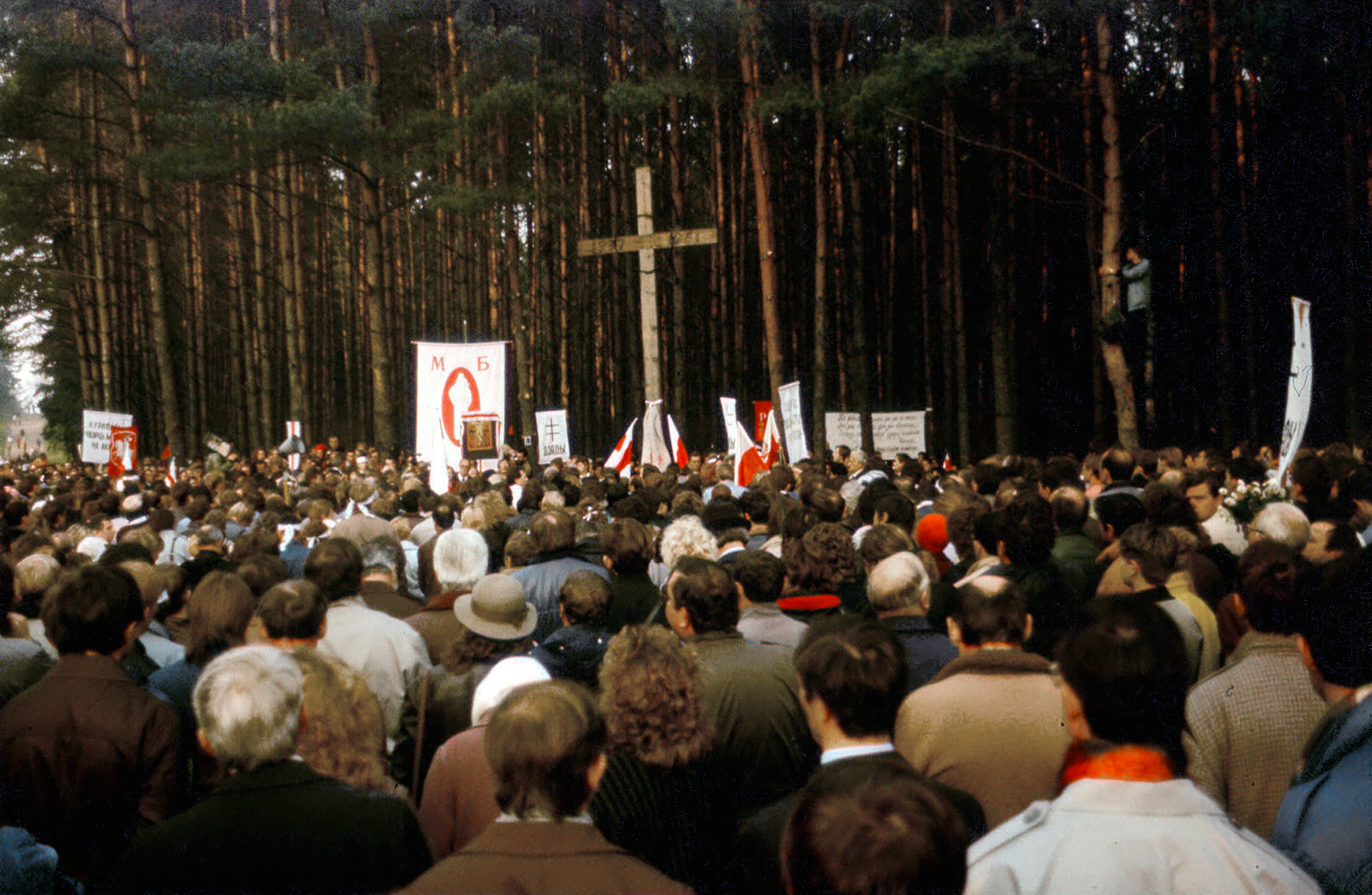
Митинг в Куропатах, Деды 1989 г.

На Деды в 1989 г. в Куропатах был установлен семиметровый «Крыж Пакуты» (рус. Крест Страдания).
Урочище стало символом борьбы за независимость Беларуси, против коммунистической идеологии.
В 1994 году урочище посетил Билл Клинтон, Президент США, во время визита был установлен памятный знак — так называемая «скамейка Клинтона».
Памятный знак неоднократно разрушался неизвестными людьми, однако регулярно восстанавливался.
В начале 1990-х годов и после прихода к власти А. Г. Лукашенко было совершено несколько попыток умалить историческую ценность захоронений и доказать, что расстрелы в Куропатах проводили фашисты во время Второй мировой войны. Однако эти попытки не увенчались успехом. Несколько раз прокуратура проводила проверку материалов о Куропатах, результаты проверок остались закрытыми для общества.
7 октября 2007 года вандалами уничтожен «Крест страданий».

## Реконструкция МКАД (М9)

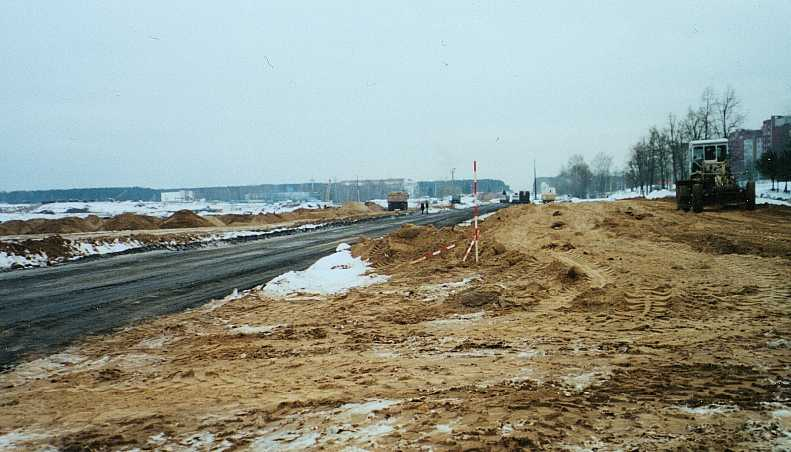
Строительство МКАД в Куропатском лесу, 2001 год

В начале 2000-х годов ряд общественных активистов организовали митинги и дежурства в урочище, препятствуя дорожным работам и обвиняя власти в намерении провести автотрассу непосредственно через захоронение.
Результаты научных археологических раскопок, проводившихся в Куропатах в 1988, 1992 и 1998 годах, а также заключение Института истории Национальной академии наук Беларусь, который провел археологическую разведку местности, где предполагалось вести новое кольцо Минской кольцевой автодороги, свидетельствовали о том, что в створе работ по её реконструкции могил нет, а сами захоронения лежат в стороне, начинаясь в 75-80 метрах от фронта строительства.
Участники акций протеста были обвинены в использовании темы Куропат в политических целях, против них применялись силы милиции и ОМОНа. Противостояние демократических активистов и милиции продолжалось несколько месяцев (в 2001—2002). Митингующие устанавливали палатки, деревянные кресты и памятные знаки.
Во время противостояния был организован ряд нападений на участников дежурства в Куропатах, предположительно политическими противниками, а также нападений на установленные в урочище намогильные кресты и памятные сооружения.
Столкновения с ОМОНом наблюдались 8—9 октября 2001 года, когда строители, проводящие реконструкцию дороги, нарушили договорённость и начали работы в так называемой «демаркационной зоне» без наблюдения археологов Института истории НАН. Активисты оппозиции попытались им помешать. Противостояние протестующих и милиции вылилось в серьёзные столкновения 8 и 9 октября. Во время противостояния ОМОНовцы применили против демонстрантов слезоточивый газ. В результате беспорядков 40-45 человек было задержано, около 25 привлечено к административной ответственности за сопротивление милиции и участие в несанкционированном митинге. В качестве наказания большинство участников акции протеста получили штрафы.

## Снос крестов
4 апреля 2019 года в Куропатах было снесено около 70 крестов, установленных активистами в июле 2018 года вместо старых, по инициативе белорусского политика Дмитрия Дашкевича. Снос крестов проводился после выступления Александра Лукашенко на «Большом разговоре с президентом» 1 марта 2019 года, во время которого он дал установку, «чтобы демонстраций с крестами по периметру там тоже не было». Во время демонтажных работ было задержано 15 активистов, выступавших против сноса крестов. Работы проводились без судебного решения, без согласования проведения работ с Министерством культуры. На вопрос депутата Палаты представителей Анны Канопацкой, есть ли у лесхоза документы на работы в урочище по демонтажу крестов, директор Боровлянского спецлесхоза Александр Миронович ответил, что «документов нет». В пресс-службе Минлесхоза вначале отказались от комментариев, позже директор Боровлянского спецлесхоза пояснил, что в Куропатах, территория которых является историко-культурной ценностью и землями государственного лесного фонда, сейчас проходит второй этап благоустройства и «одновременно удаляются незаконно установленные сооружения в виде крестов».
Позицию властей озвучила пресс-секретарь Лукашенко Наталья Эйсмонт, заявив, что президент ещё во время «Большого разговора» 1 марта поручил соответствующим ведомствам навести порядок в Куропатах: «Это место нужно благоустроить, это однозначная позиция президента, там похоронены наши люди! Но все должно быть сделано как положено, согласно нашим обычаям, религиозным традициям, согласно плану. Будет сделано все, чтобы это место выглядело достойно, но безо всякой политики». На той же конференции глава государства задал вопрос: «Зачем вы эти кресты белые по периметру поставили? Вам их церковь разрешила ставить?», а также напомнил, что на этом месте установлен памятник, которым занималась Федерация профсоюзов Беларуси.
По словам Дашкевича, им и ещё несколькими активистами была получена от Минскоблгосстроя претензия с требованием демонтировать до 19 апреля 13 крестов. После чего Дашкевич обратился в Генпрокуратуру по поводу «осуществлённого акта государственного вандализма в Куропатах 4 апреля 2019 года», мотивируя это тем, что письмо было отправлено 1 апреля, получено 5 апреля, а кресты уничтожены 4 апреля (при требовании демонтировать 19 апреля). Кроме того, в претензии говорилось о 13 крестах, а уничтожено было 70, за 15 суток до выставленной претензии, в связи с чем Дашкевич потребовал от прокуратуры сообщить, где можно забрать кресты, что принадлежат «людям, которые собирали на них деньги».
13 апреля 2019 г. в Куропатах было вырвано и увезено ещё 60 металлических крестов, которые стояли вдоль Минской кольцевой дороги. Кресты были установлены в 2017 году на деньги, собранные общественной дирекцией Народного мемориала «Куропаты» через добровольные пожертвования. По словам директора Боровлянского спецлесхоза Александра Мироновича, лесхоз не имел к этому отношения. Снос прошёл во время субботника в Куропатах.

### Реакция
Новость о сносе крестов в минском урочище Куропаты вызвала широкий резонанс не только в белорусском обществе, но и во всём мире, об этом сообщили СМИ соседних с Беларусью государств, а также американская пресса, например, Washington Post, британская телерадиокомпания BBC процитировала Анну Канопацкую, которая назвала снос крестов на месте массовых казней в период правления Иосифа Сталина «сатанинским богохульством». В тот же день в Куропатах прошли крестным ходом около 200 человек, которые помолились о жертвах массовых расстрелов. Среди пришедших были советник посла Польши в Беларуси Марцин Войцеховский, активисты Павел Белоус, Эдуард Пальчис, Антон Мотолько, Андрей Ким, политики Виталий Рымашевский, Алексей Янукевич, Николай Статкевич с супругой Мариной Адамович, священник Антоний Бокун. А на сайте «Удобный город» появилась петиция с требованием «срочно прекратить осквернение народного мемориала Куропаты».
Белорусские правозащитники сделали совместное заявление, назвав снос крестов актом вандализма со стороны органов власти. Под заявлением подписались Белорусский ПЕН-центр, Белорусский дом прав человека, Правозащитный центр «Весна» и РОО «Правовая инициатива». В заявлении правозащитники потребовали прекратить работы по демонтированию крестов и вернуть демонтированные кресты на место, освободить всех задержанных защитников Куропат, и обсуждать в дальнейшем с общественностью все планируемые работы в Куропатах. Секретариат Союза белорусских писателей 4 апреля 2019 г. принял заявление, в котором высказал «возмущение ввиду сноса крестов на территории народного мемориала “Курапаты”».
Прокомментировали действия властей в Куропатах представители церкви трёх конфессий. Глава Католической церкви в Беларуси архиепископ Тадеуш Кондрусевич призвал срочно приостановить снос крестов, греко-католики назвали происходящее «крестоломом», выразил обеспокоенность происходящим пресс-секретарь Белорусской православной церкви Сергей Лепин. В своём заявлении Тадеуш Кондрусевич отметил, что этот стихийный мемориал, «Куропатский пантеон», стал известен во всем мире. Архиепископ обратил внимание, что «акция сноса крестов проводится во время Великого поста, когда все христиане свой взор направляют на Крест Христа — знак нашего избавления и надежды. С крестом воевали атеисты, истребляли его. К большому сожалению, сегодня, когда официально нет государственной идеологии атеизма, она опять реально проявляется». Он призвал ответственных срочно остановить эти действия и путём диалога разных политических и общественных сил с участием представителей разных вероисповеданий начать процесс урегулирования ситуации. А 5 апреля Католическая церковь Беларуси объявила Днём искупления за оскорбление креста, призвав во время богослужения Крестного пути молиться об искуплении оскорблений Святого Креста. Пресс-секретарь БПЦ Сергей Лепин заявил, что он удивлён тем, что Министерство культуры не в курсе происходящего в Куропатах и что никто не комментирует, почему сносят кресты, добавив: «Это памятник культуры. И всё-таки я не оставляю надежды, что речь идет про усовершенствование памятника, а не про его разрушение». Он также обратил внимание на то, что снос крестов происходит во время Крестопоклонной недели и эмоционально высказался насчёт происходящего. Пресс-служба апостольского визитатора для грекокатоликов Беларуси архимандрита Сергея Гаека в своём заявлении подчеркнула, что крест для христиан «является символом памяти умерших, особенно тех, которые умерли от несправедливого насилия». Высказался о сносе крестов и представитель Московского патриархата — заместитель главы синодального Отдела по взаимоотношениям Русской православной церкви с обществом и СМИ Вахтанг Кипшидзе. Он прокомментировал снос крестов в Куропатах: «Кресты на месте массового захоронения жертв сталинских репрессий — это не политическая инсталляция, а духовная память о людях, которые приняли смерть от богоборческого режима» и призвал к диалогу о судьбе о судьбе мемориальных крестов в урочище Куропаты.
Белорусский политик Зенон Позняк, один из первых, кто открыл общественности захоронение в Куропатах, назвал происходящее «открытой войны против памяти белорусского народа», возлагая ответственность за это на Лукашенко. Позняк выразил своё мнение о сносе крестов: «Потомки тех большевистских бандитов, которые уничтожили в Куропатах сотни тысяч людей, хотят скрыть эту память. И поэтому они хотят уничтожить память о геноциде, уничтожить могилы и заменить это все ложью, оболванить целое поколение. Вот суть этой войны».
Первый белорусский лауреат Нобелевской премии по литературе Светлана Алексиевич назвала 4 апреля 2019 г. «отсчётным моментом в нашей истории», добавив: «начинаем воевать с камнями, с крестами. Казалось бы, Великий пост, уж такие вещи должны остановить. Почему не остановило? Вы же помните, как Лукашенко говорил: „Я православный атеист“. У них одна религия — власть. Все остальные религии нужны только как инструмент удержания власти, это не говорит об их религиозности настоящей. Наверняка ничего подобного не могло быть в Польше: чтобы на могилах предков вырывали кресты на Великий пост, бульдозеры, кресты лежат на поле, и трактора их тянут — такие страшные картины». По её мнению, Лукашенко «вновь продемонстрировал неуважение к народу, к нашей памяти, к жертвам, которые лежат под каждой пядью земли».
Министр иностранных дел Польши Яцек Чапутович обратился к властям Беларуси о достойном отношении к памяти жертв сталинских репрессий. Он назвал это «плохим сигналом», потому что «государства должны помнить о смерти и жертвах, в данном случае сталинского режима» и пообещал, что польские дипломатические службы будут отслеживать это дело.
Высказались по данному поводу многие партии и организации Беларуси. Объединённая гражданская партия охарактеризовала снос крестов в урочище Куропаты, как «бал сатанистов или времена большевиков, когда сбрасывали кресты с храмов, а внутри организовывали свинарники и склады. Помните? Именно так и начиналось. А закончилось — массовыми расстрелами и появлением огромной могилы жертв большевистского террора в Куропатах». Партия потребовала остановить снос и заявила, что «распорядители и исполнители этого варварского распоряжения понесут ответственность за свои действия». Движение Солидарности «Разам» выразило свой протест против действий властей в Куропатах, и заявило, что в свете исторического процесса «вандализм и насилие такого масштаба не останется безнаказанным». Заместитель председателя Партии БНФ Алексей Янукевич заявил, что БНФ решительно осуждает снос крестов в урочище Куропаты, считает данные действия «государственным вандализмом» и требует, чтобы «власти прекратили издевательство над Куропатами». Председатель партии «Народная Грамада» Николай Статкевич инициировал 7 апреля акцию в защиту мемориала в Куропатах, заявив, что «осквернение главного символа христианства накануне Пасхи — это покушение на саму веру нашего народа», при этом уточняя, что снос и ломание крестов происходило «по приказу главаря правящего режима», который «во время Великого поста демонстративно плюет на веру нашего народа». Кандидат от демократической оппозиции на президентских выборах 2006 года, основатель и первый председатель движения «За свободу» Александр Милинкевич сказал: «наша верховная власть живёт в своем советском мире, они не понимают святости креста. Даже для людей неверующих крест — это большой символ. А разделять кресты на “разрешенные” и “неразрешенные” — это вообще полный анахронизм. Сразу вспоминаются кресты, которые коммунисты и комсомольцы уничтожали, скидывали с церквей колокола».
Российская правозащитница Мария Алехина отношение властей Беларуси к убитым в Куропатам назвала «отношением наследников убийц» и призвала остановить уничтожение мемориала. Главный редактор российской радиостанции «Эхо Москвы» Алексей Венедиктов обратил внимание на то, что спецслужбы в Беларуси до сих пор именуются КГБ и являются наследниками НКВД, сотрудники которого расстреляли в Куропатах большое количество людей. По мнению Венедиктова, «Куропаты для Александра Лукашенко — это вопрос контроля над процессами, происходящими в стране», желание Лукашенко «держать все под контролем».
В поддержку сноса крестов белорусскими властями выступил депутат белорусского парламента Игорь Марзалюк, назвав это «наведением порядка перед Пасхой», заявив, что кресты были установлены «ультрарадикальными националистами» на месте, где нет никаких погребений. Он назвал обсуждение сноса крестов в Куропатах «банальной политической провокацией». В подобном ключе высказался журналист газеты «Беларусь сегодня» Андрей Муковозчик, назвав снос крестов «наведением порядка перед Радоницей», а сами кресты «самодеятельностью», рассуждая о том, что из дерева, из которого были сделаны кресты, «вполне могло бы получиться что-нибудь нужное». По его мнению, после установки властями памятного знака «полугнилые деревянные конструкции в том лесу теперь очевидно лишние». Муковозчик оказался единственным представителем государственных СМИ, который высказался о сносе крестов. Его статью осудил настоятель гродненского православного Свято-Покровского собора отец Георгий Рой, возмутившись, что «с куропатскими крестами не только обошлись, как с ничтожным мусором, но к тому же и государственная газета пишет про крест, главный символ христианства, как про нечто совершенно ненужное и недостойное».
6 апреля представители белорусской диаспоры в США провели пикет у здания Организации Объединённых Наций в Нью-Йорке, с целью высказать своё возмущение сносом крестов и показать мировой общественности бесчинства белорусских властей в Куропатах. В акции принял участие Зенон Позняк.
7 апреля в центре Минска на площади Свободы возле Свято-Духова кафедрального собора по призыву Николая Статкевича прошёл молебен в память об убитых в Куропатах под лозунгом «Абаронім веру продкаў. Абаронім сябе. Абаронім Беларусь» («Защитим веру предков. Защитим себя. Защитим Беларусь»). Сам Статкевич перед акцией был задержан. В то же время Патриарший экзарх всея Беларуси митрополит Минский и Заславский Павел во время проповеди, завершающей литургию в Свято-Духовом соборе, призвал собравшихся на службу прихожан не участвовать в молебне, связав акцию с политикой. Молитву во время молебна прочитал отец Викентий из белорусской автокефальной православной церкви. Позже коллективная молитва и крестный ход прошли в самих Куропатах.
9 апреля замглавы МИД Беларуси Олег Кравченко провёл встречу с европейскими послами и представителями дипломатических ведомств, аккредитованных в Беларуси, для прояснения ситуации с Куропатами. 10 апреля в Администрацию президента Республики Беларусь активистами было передано открытое обращение к президенту с просьбой вернуть 70 снесенных крестов в урочище. Одна из активисток, Анна Шапутько, пояснила, что считает снос крестов в урочище актом вандализма. 20 апреля 2019 г. Александр Лукашенко в ходе беседы с журналистами оправдал снос крестов 4 и 13 апреля.
В ноябре 2020 года Белорусская автокефальная православная церковь отлучила от церкви и предала анафеме Александра Лукашенко как «одержимого дьяволом». Решение было принято в канадском городе Торонто архиепископом Святославом во время богослужения в соборе Святого Кирилла Туровского. В тексте заявления говорится, что белорусский президент совершает беззаконие, преследует и убивает православных и других жителей. Особенно подчёркивается, что он и его союзники совершают «кровавые расправы» над мирным населением в «многострадальной Беларуси», а самого Лукашенко архиепископ Святослав называет «бывшим президентом», «палачом», «самозванцем». Одним из его богоборческих деяний называется уничтожение десятков поклонных крестов над братскими могилами расстрелянных большевиками белорусов в урочище Куропаты.